# Esteban Crespo García
Esteban Crespo García (Madrid, 10 de juny de 1971) és un guionista i director de cinema espanyol.

## Biografia
Va iniciar la seva trajectòria com a realitzador en el món del documental, fent nombrosos treballs per a la televisió. Més tard, va passar a ser assessor de continguts i analista de programes infantils en TVE. Va compaginar aquests treballs amb la direcció dels curtmetratges Siempre quise trabajar en una fábrica, Amar, Fin i Lala, nominat al Goya al millor curtmetratge de ficció el 2010, i Nadie tiene la culpa, Premi del Jurat al Festival Internacional de Cinema de Mont-real el 2011.
El seu curtmetratge, Aquel no era yo,va guanyar el Goya al millor curtmetratge de ficció de 2013 i ha rebut fins avui més de 90 premis nacionals i internacionals. El 16 de gener de 2014 es va anunciar la seva candidatura a l'Oscar al millor curtmetratge de ficció.
Esteban Crespo és membre de la Plataforma de nous realitzadors, codirector de la revista digital "todo-historias.com", i els sis curtmetratges de ficció que ha dirigit han rebut més de 200 premis nacionals i internacionals. En 2017 va començar estrenar el seu primer llargmetratge Amar. El 2019 va iniciar a Canàries el rodatge del seu segon llargmetratge Black Beach.

## Filmografia com a director
Curtmetratges
- 2003 - Beneficiarios
- 2004 - Siempre quise trabajar en una fábrica
- 2006 - Fin
- 2006 - Amar
- 2009 - Lala
- 2011 - Nadie tiene la culpa
- 2012 - Aquel no era yo
- 2014 - La Propina

Llargmetratges
- 2017 - Amar
- 2020 - Black Beach

## Premis
Premis Goya
| Any  | Categoria                     | Pel·lícula      | Resultat  |
| ---- | ----------------------------- | --------------- | --------- |
| 2009 | Millor Curtmetratge de Ficció | Lala            | Nominat   |
| 2012 | Millor Curtmetratge de Ficció | Aquel no era yo | Guanyador |

Premis Oscar
| Any  | Categoria                     | Pel·lícula      | Resultat |
| ---- | ----------------------------- | --------------- | -------- |
| 2014 | Millor Curtmetratge de Ficció | Aquel no era yo | Nominat  |